# St. Leonhard (Leonberg (Maxhütte-Haidhof))

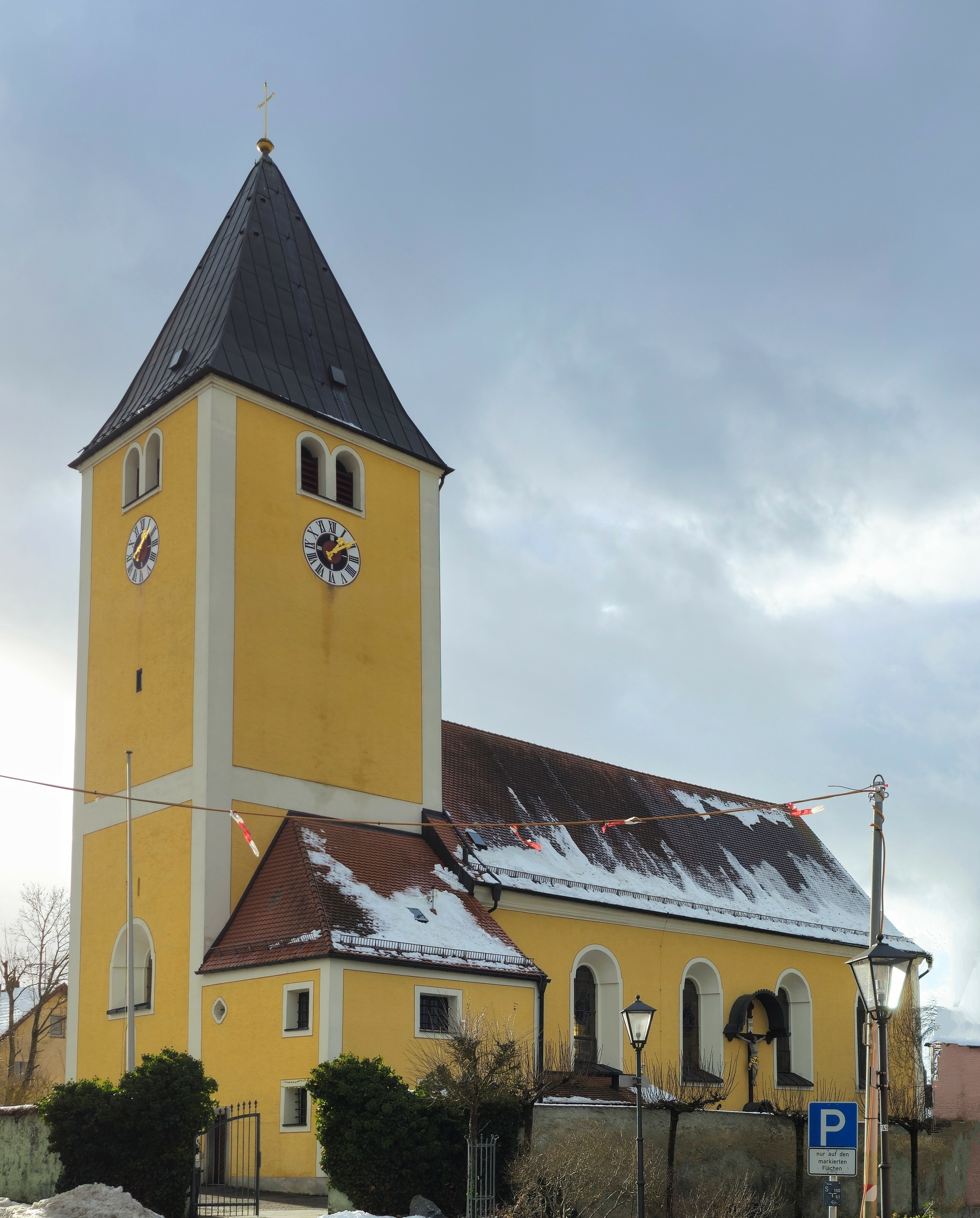
St. Leonhard (Leonberg (Maxhütte-Haidhof))

Die römisch-katholische, denkmalgeschützte Pfarrkirche St. Leonhard steht in Leonberg, einem Gemeindeteil der Stadt Maxhütte-Haidhof im Landkreis Schwandorf in der Oberpfalz. Die Kirche gehört zum Bistum Regensburg. Das Bauwerk ist unter der Denkmalnummer D-3-76-141-12 als Baudenkmal in die Bayerische Denkmalliste eingetragen.

## Beschreibung

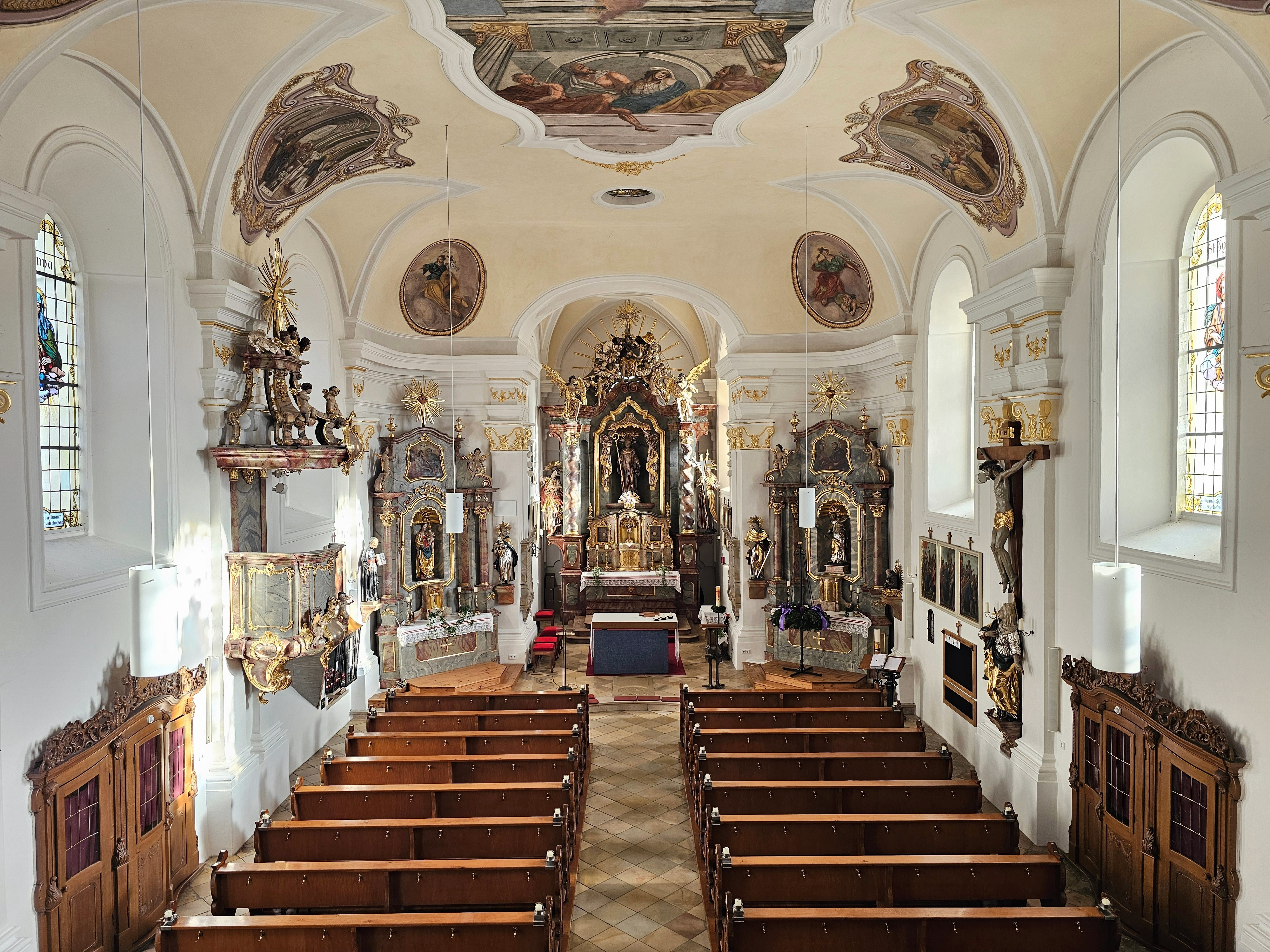
Innenraum (2023)

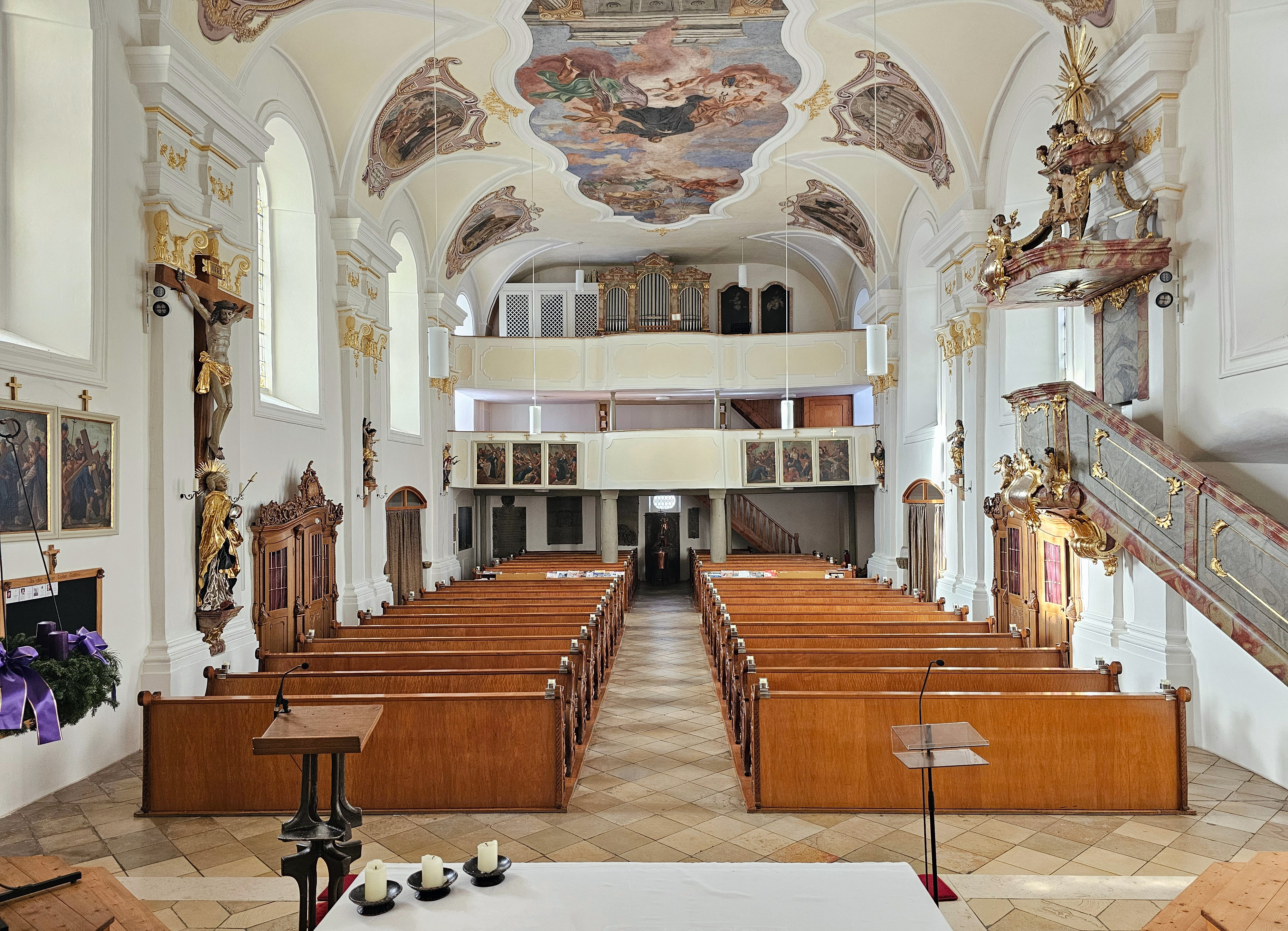
Blick zur Orgel

Die im 13./14. Jahrhundert gebaute Saalkirche wurde im 18. Jahrhundert verändert. Das mit einem Satteldach bedeckte Langhaus hat vier Fensterachsen. In seinem Osten steht der im Kern gotische Chorturm, der mit einem Pyramidendach bedeckt ist. In seinem oberen Teil beherbergt er die Turmuhr und hinter den als Biforien gestalteten Klangarkaden den Glockenstuhl. 
Der Innenraum des Langhauses, in dem sich im Westen eine zweigeschossige Empore befindet, ist mit einem Stichkappengewölbe überspannt. Der Chor im Erdgeschoss des Chorturms trägt innen eine Kuppel. Die Glasmalereien mit der Darstellung von Heiligen entstanden 1920. Die Orgel auf der oberen Empore ist ein Werk von Michael Weise aus dem Jahr 1982. Sie umfasst 15 Register auf zwei Manualen und Pedal.